# Cape Boullanger (udde i Australien, Tasmanien)
Cape Boullanger är en udde i Australien. Den ligger i delstaten Tasmanien, i den sydöstra delen av landet, omkring 70 kilometer nordost om delstatshuvudstaden Hobart. Cape Boullanger ligger på ön Maria Island.
Trakten är glest befolkad. Närmaste större samhälle är Triabunna, omkring 15 kilometer nordväst om Cape Boullanger. 
I omgivningarna runt Cape Boullanger växer i huvudsak blandskog. Genomsnittlig årsnederbörd är 641 millimeter. Den regnigaste månaden är november, med i genomsnitt 98 mm nederbörd, och den torraste är augusti, med 34 mm nederbörd.